# Azione di manutenzione
L'azione di manutenzione è un'azione a difesa del possesso In diritto italiano è regolata dall'art. 1170 del Codice civile che recita:
Il terzo comma ammette la medesima azione per reintegrare nel possesso del bene chi sia stato vittima di uno spoglio non violento né clandestino, ovvero a far cessare le molestie o le turbative di cui sia stato vittima il possessore.
Per molestia o turbativa si intende qualunque attività che arrechi al possessore un apprezzabile disturbo, tanto che consista in attentati materiali, quanto che si estrinsechi in atti giuridici.
La giurisprudenza ritiene che l'azione di manutenzione sia esperibile solo in presenza del cosiddetto animus turbandi, cioè dalla consapevolezza nell'agente, che il proprio atto arreca pregiudizio al possesso altrui.
La legittimazione attiva spetta solo al possessore da almeno un anno in modo continuativo e non interrotto. Secondo la giurisprudenza  a differenza dell'azione di spoglio, dettata dall'art 1170 cc, l'azione di manutenzione spetta solo al possessore e non al detentore qualificato.
La legittimazione passiva compete a coloro che debbono rispondere del fatto di quest'ultimo, nonché, secondo la giurisprudenza, al cosiddetto autore morale.
L'azione di manutenzione è soggetta al termine di decadenza di un anno, che decorre dall'avvenuto spoglio.